# Giải Potamkin
Giải Potamkin tên đầy đủ là Giải Potamkin cho nghiên cứu bệnh Pick, bệnh Alzheimer và các bệnh liên quan (tiếng Anh: Potamkin Prize for Research in Pick's, Alzheimer's, and Related Diseases) là một giải thưởng Y học thành lập năm 1988,  được Viện Hàn lâm Thần kinh học Hoa Kỳ (American Academy of Neurology) bảo trợ và được Quỹ Potamkin tài trợ. Giải này (đôi khi được gọi là "giải Nobel" về nghiên cứu chứng mất trí) được trao cho các thành tựu nổi bật trong lãnh vực nghiên cứu bệnh Pick, bệnh Alzheimer cùng các chứng mất trí khác.
Giải thưởng gồm số tiền 100.000 dollar, một huy chương lớn, và một bài diễn thuyết dài 20 phút tại cuộc họp hàng năm của Viện Hàn lâm Thần kinh học Hoa Kỳ.

## Lịch sử
Giải thưởng được đặt theo tên Luba Potamkin, người mà năm 1978 được chẩn đoán là mắc một dạng chứng mất trí được xác định là bệnh Pick (Pick’s disease), một dạng bệnh Frontotemporal dementia.

## Các người đoạt giải
- 1988: Robert D. Terry, MD
- 1989: Dennis Selkoe, MD, George G. Glenner, MD
- 1990: Colin Masters, MD, Konrad Beyreuther, PhD
- 1991: Stanley B. Prusiner, MD
- 1992: Donald L. Price, MD, Robert Katzman, MD
- 1993: Blas Frangione, MD, PhD, Alison Goate, PhD, John Hardy, PhD, Christine Van Broeckhoven, PhD
- 1994: Allen D. Roses, MD, Gerard D. Schellenberg, PhD
- 1995: Steven G. Younkin, MD, PhD, Khalid Iqbal, PhD, Yasuo Ihara, MD
- 1996: Rudolph Tanzi, PhD, Peter St. George-Hyslop, MD
- 1997: Sangram S. Sisodia, PhD, Elio Lugaresi, MD, Pierluigi Gambetti, MD
- 1998: Michel Goedert, PhD, Virginia Man-Yee Lee, PhD, John Q. Trojanowski, MD, PhD
- 1999: Arne Brun, MD, PhD, Kirk Wilhelmsen, MD, PhD, Bernardino Ghetti, MD
- 2000: Maria Grazia Spillantini, PhD, Michael Hutton, PhD
- 2001: Dale Schenk, PhD
- 2002: Christian Haass, PhD, Bart De Strooper, MD, PhD
- 2003: David M. Holtzman, MD, Ashley I. Bush, MD, PhD
- 2004: Leon L. Thal, MD, Roger M. Nitsch, MD
- 2005: John Morris, MD, and Ronald Petersen, MD, PhD
- 2006: Karen Ashe, MD, PhD; Karen Duff, MD, PhD; and Bradley Hyman, MD, PhD
- 2007: Richard Mayeux, MD, MSc
- 2008: Clifford R. Jack Jr., MD; William Klunk, MD, PhD; and Chester Mathis, PhD.
- 2009: Robert Vassar, Michael Wolfe, Berislav V. Zlokovic
- 2010: Bruce L. Miller, Lennart Mucke
- 2011: Dennis W. Dickson, Eckhard Mandelkow, Eva-Maria Mandelkow
- 2012: Takeshi Iwatsubo
- 2013: Eric M. Reiman, Micheal W. Weiner, William J. Jagust
- 2014: M. Marsel Mesulam